# Nesticodes rufipes
Nesticodes rufipes is een spinnensoort in de taxonomische indeling van de kogelspinnen (Theridiidae).
Het dier behoort tot het geslacht Nesticodes. De wetenschappelijke naam van de soort werd voor het eerst geldig gepubliceerd in 1846 door Hippolyte Lucas.